# Wyeomyia diabolica
Wyeomyia diabolica is een muggensoort uit de familie van de steekmuggen (Culicidae). De wetenschappelijke naam van de soort is voor het eerst geldig gepubliceerd in 1952 door Lane & Forattini.